# オドン・アロンソ
オドン・アロンソ・オルダス（Odón Alonso Ordás, 1925年2月28日 - 2011年2月21日）は、スペインの指揮者、作曲家。

## 略歴
カスティーリャ地方のレオン県ラ・バニェサの出身。
マドリード音楽院を経てシエナ音楽院やザルツブルクのモーツァルテウム音楽院、ウィーン音楽院などに遊学し、ピアノと作曲と指揮法を修めた。
1950年に帰国してから、スペイン国立放送の室内合唱団の指揮を任され、1952年から1956年までスペイン国立放送管弦楽団の首席指揮者となった。
1960年にはマドリード・フィルハーモニー管弦楽団の設立に参加したが、1968年にはこのオーケストラがスペイン放送交響楽団と合流したため、エンリケ・ガルシア・アセンシオと共に、スペイン放送交響楽団の指揮者を務めることになった。
1984年にこの地位を辞した後、1986年からプエルト・リコ交響楽団の首席指揮者に就任し、1994年までこの任に当たった。また、1995年からは、スペイン南部のマラガ・フィルハーモニー管弦楽団の首席指揮者に就任し、1999年まで務めた。その後2011年2月21日にマドリードで没した。